# Eisothistos moreirai
Eisothistos moreirai är en kräftdjursart som först beskrevs av Pires 1981.  Eisothistos moreirai ingår i släktet Eisothistos och familjen Expanathuridae. Inga underarter finns listade i Catalogue of Life.